# Монов, Константин Матвеевич
Константин Матвеевич Монов (12 февраля 1911 — 11 августа 1985, Москва) — драматический актёр и музыкант-гитарист, аккомпаниатор.

В 1933—1936 гг. учился в студии при Вахтанговском театре, а по её окончании стал артистом Вахтанговского театра, на сцене которого проработал до конца жизни.
Сохранились воспоминания современников о том, что это был очень остроумный человек, автор многих анекдотов, циркулирующих по Москве. Был весел, азартен, играл в карты и в бильярд, в молодые годы среди его частых партнёров по бильярду становился В.В. Маяковский.
Был виртуозом-аккомпаниатором. Среди тех, кому он аккомпанировал на сцене Вахтанговского театра и в концертах разных залов, самые замечательные имена: И. С. Козловский, А. Н. Вертинский, Н. А. Обухова, Р. Н. Симонов.
В конце жизни все свои скромные сбережения К. М. Монов завещал раздать малообеспеченным вахтанговцам.
Список театральных ролей небольшой, он и в спектаклях в первую очередь выступал как музыкант.

## Творчество

### Роли в спектаклях театра Вахтангова
- 1934 — «Человеческая комедия» по Бальзаку, режиссёры А. Д. Козловский, Б. Щукин
- 1935 — «Шляпа» Плетнёва, режиссёр Р. Н. Симонов
- 1936 — «Трус» А. А. Крона, режиссёры В. В. Куза, К. Я. Миронов
- 1936 — «Флоридсдорф» Ф.Вольфа; режиссёры П. Антокольский, А. И. Ремизова
- 1954 — «Горя бояться — счастья не видать» С. Маршака, режиссёр Евгений Симонов — Второй разбойник (спектакль был записан на Всесоюзном радио[2])
- 1942 — «Сирано де Бержерак» Э. Ростана; режиссёр Николай Охлопков — 5-й гвардеец (спектакль был записан на Всесоюзном радио[3])
- 1936 — «Много шума из ничего» Шекспира; режиссёры Мария Синельникова и Иосиф Рапопорт — Протоколист
- 1976 — «Ричард III» Шекспира, режиссёр Михаил Ульянов, постановка и декорации Р. Капланян — Лорд-мэр Лондона (поочерёдно с А. Борисовым) и Член совета

### Роли в кино
- 1956 — Много шума из ничего — Протоколист
- 1975 — Конармия
- 1979 — Идиот — слуга